# Dicranum osmundoides
Dicranum osmundoides là một loài rêu trong họ Dicranaceae. Loài này được Hedw. Turner mô tả khoa học đầu tiên năm 1804.